# Colasposoma holasi
Colasposoma holasi é uma espécie de escaravelho de folha da República Democrática do Congo, descrito por Pic em 1953.